# 八氧化三镎
八氧化三镎是一种镎的氧化物，有放射性。

## 性质
八氧化三镎在500℃以上分解，并放出氧气，产生二氧化镎：
Np3O8 —Δ→ 3 NpO2 + O2↑